# Dominic Kinnear
Dominic Kinnear (* 26. Juli 1967 in Glasgow) ist ein ehemaliger  US-amerikanischer Fußballspieler und heutiger Fußballtrainer.
Der in Schottland geborene Abwehrspieler trainiert seit 2015 das Major League Soccer-Franchise San José Earthquakes. Vorher war er bereits für die San José Earthquakes als Trainer aktiv und wurde bei deren Transfer nach Houston mit übernommen. Nach acht Spielzeiten wechselte er wieder zurück zu den Earthquakes, welche er bis 2017 trainierte. 
Aktuell ist er Assistenztrainer bei LA Galaxy. Seit dem 10. September 2018 hat er die Mannschaft als Interimstrainer übernommen.
Als Spieler begann er seine Karriere beim FC St. Johnstone in Schottland. Von 1989 bis 2000 spielte er für diverse US-amerikanische und mexikanische Mannschaften. Der ehemalige Nationalspieler bestritt insgesamt 54 Länderspieleinsätze für die USA.

## Spielerkarriere

### Jugend und erste Erfahrungen in Schottland
Kinnear siedelte im Alter von drei Jahren mit seiner Familie von Schottland in die USA um. Sie ließen sich in Fremont, Kalifornien nieder, welches er noch heute als seine Heimatstadt bezeichnet. Ab dem Alter von fünf Jahren spielte Kinnear Fußball. Dieses setzte er auch in der Schulmannschaft auf der John F. Kennedy High School fort. Anschließend besuchte er das Hartwick College in Oneonta, New York und spielte dort für die Hartwick Hawks. Während seines einjährigen Aufenthalts an dem College erzielte er vier Tore.
Nach dem einen Jahr am College, wechselte er 1986 nach Schottland zum FC St. Johnstone.
1989 unterzeichnete Kinnear bei den San Francisco Bay Blackhawks, welche damals in der Western Soccer League spielten. Zu dieser Zeit war die Mannschaft einer der erfolgreichsten Fußballteams in der San Francisco Bay Area. 1990 spielte er mit den Blackhawks in der American Professional Soccer League und wurde mehrfach am Ende der Saison für seine spielerische Leistungen ausgezeichnet. Ein Jahr später gewann die Mannschaft die APSL und schaffte es im CONCACAF Champions’ Cup 1992 bis in das Halbfinale.

### Zurück in die USA
1993 mussten die Blackhawks in die unterklassige USISL wechseln. Das Team wurde in San Jose Hawks umbenannt. Am Ende der Saison wurde der Spielbetrieb der Mannschaft eingestellt.
Aus diesem Grund wechselte Dominic Kinnear 1994 zu den Fort Lauderdale Strikers, die auch in der American Professional Soccer League spielten. Vorher hatte er ein Probetraining bei dem englischen Verein Bolton Wanderers, dieses ergab aber keine Spielerverpflichtung.
1995 wechselte er erneut den Verein und spielte für den mexikanischen Klub Necaxa. Kinnear erzielte als erster US-Amerikaner ein Erstligator in Mexiko. Er wurde mit der Mannschaft Meister.
Am 10. August 1995 unterzeichnete er einen Vertrag bei den Seattle Sounders, die in der damaligen A-League spielten. Im Championship-Finale der Saison 1995 erzielte er im dritten Finalspiel den entscheidenden Elfmeter, durch den die Mannschaft Meister wurde.
Im Januar 1996 sicherten sich die Colorado Rapids bei den MLS Inaugural Allocations die Rechte an einer Verpflichtung von Kinnear. Daraufhin wechselte er in damals neu entstandene Major League Soccer. Bei den Rapids konnte er 14-mal auf dem Platz, wurde aber am Ende der Saison freigestellt, damit das Franchise zwei weitere Fußballspieler verpflichten konnte.
Wenig später wechselte er zu Tampa Bay Mutiny, wo er bis zu seinem Karriereende im Jahr 2000 blieb.

### Nationalmannschaft
Insgesamt absolvierte Kinnear 54 Länderspiele und erzielte dabei neun Tore für die Fußballnationalmannschaft der Vereinigten Staaten. Die meisten davon in Vorbereitungsspielen für die Fußball-Weltmeisterschaft 1994. Letztlich gehörte er aber nicht zum WM-Kader der USA.

## Trainerkarriere
Vor der MLS-Saison 2001 wurde Kinnear von Frank Yallop, damaliger Trainer der San Jose Earthquakes, als Assistenztrainer. Die beiden kannten sich aus ihrer gemeinsamen Zeit bei Tampa Bay Mutiny. Zusammen gewann die bei den MLS Cup 2001 und 2003.
2004 wechselte Yallop zur kanadischen Fußballnationalmannschaft und Kinnear wurde neuer Cheftrainer der Mannschaft. Der ehemalige US-Nationalspieler John Doyle übernahm seinen Posten als Assistenztrainer. Mit dem Gewinn des MLS Supporters’ Shields in der Saison 2005 feierte Kinnear seinen ersten Erfolg als Trainer. Im selben Jahr wechselte er mit der Mannschaft von San José nach Houston, wo das Team unter dem Namen Houston Dynamo weiterhin in der MLS spielte. Zu seinen bisher größten Erfolgen zählen die Gewinne im MLS Cup 2006 und 2007.

## Erfolge

### Als Spieler

#### San Francisco Bay Blackhawks
- APSL (1): 1991

#### Necaxa
- Primera División de México (1): 1994/95

#### Seattle Sounders (USL)
- A-League (1): 1995

### Als Trainer

#### Houston Dynamo
- MLS Cup (2): 2006, 2007
- Western Conference (2): 2006, 2007